# Raimund Böll
Raimund Böll (19 de febrero de 1947, Colonia-1 de agosto de 1982, Bad Liebenzell-Unterlengenhardt) fue un artista visual y escultor alemán. Fue conocido sobre todo por sus esculturas metálicas.

## Datos biográficos
Raymond Boll se crio en el seno una familia de intelectuales de izquierdas. Fue el segundo de los cuatro hijos del premio Nobel Heinrich Böll y su esposa la  traductora Anne Marie Böll, el primer hijo Christopher falleció el mismo año de su nacimiento en 1945.
Con sólo de 14 años de edad en mayo de 1961, tomó parte activa en la evasión de la pianista Mandlová Jaroslava (también Mandl); el padre de Raimund contrató a un ilusionista profesional para construir un escondite en su automóvil personal, un Citroën DS-19, condujo a Checoslovaquia con toda su familia, ocultaron a la pianista y lograron así su huida de la República Socialista de Checoslovaquia. Mandlová era la esposa del músico, filósofo y autor checo-alemán-judío,  Herbert Thomas Mandl, que había huido de Checoslovaquia en 1960 y luego vivió como invitado de los padres de Raymund y trabajó como secretario privado de su padre.· Este incidente está documentado en la autobiografía de Mandl, Durst, Musik, Geheime Dienste, publicado en Alemania en 1995 y en una película para la televisión de Baviera dirigida por Gloria de Siano.
A finales de 1960 comenzó sus estudios de escultura y escultura de metal en la Escuela Laboral de Colonia (en alemán: Kölner Werkschulen), con los profesores Kurt Schwippert y Anton Berger y en 1973  fue designado maestro-estudiante (en alemán: Meisterschüler). Böll era conocido por su estructuras de "soldadura" y esculturas de metal grueso, así como sus objetos de metal con filigrana (la escuela del profesor Berger). Una de sus primeras exposiciones fue en 1969 en la Galería de la Torre (Turmgalerie) en Villip cerca de Bonn, donde se mostraron sus esculturas de metal y objetos, junto con imágenes de la artista indo-alemana Lila Mookerjee, su entonces novia y futura esposa. Mookerjee estudió pintura en las escuelas laborales de Colonia, y luego se cambió a la Academia de Arte de Düsseldorf, donde fue estudiante de maestría del profesor Rupprecht Geiger.
Como parte de la persecución de los miembros de la "Fracción del Ejército Rojo" a principios de 1974, el apartamento de Raimund Böll en Colonia fue registrado, su pasaporte militar y el pasaporte de su esposa habían vencido, siendo sospechosos de colaborar.  La búsqueda no esclareció las sospechas contra él. La orden de registro por parte de la policía de Colonia, en el apartamento, partieron por las sospechas de la asistente Margrit Schiller.
Los periódicos del grupo Axel Springer intentaron posteriormente involucrar a Raymund Böll como cómplice de las actividades de la Fracción del Ejército Rojo y le retratan como un personaje violento, de ahí el titular en el diario  "Boll Jr. deja en Colonia la cabeza de la muñeca- el arte que entiende el hijo del ganador del Premio Nobel" („Böll junior läßt in Köln Puppen köpfen – Was der Sohn des Nobelpreisträgers unter Kunst versteht“) Entre las "creaciones" del hijo de Boll, mostraban la imagen de una máquina para romper muñecas, que Raimund llamó "Símbolo de la agresión" (Symbol der Aggression).· Su padre, que anteriormente había estado en la línea de fuego de los artículos de Springer, tuvo la oportunidad de defenderse contra este tipo de información por medio de la narración y el humor; publicó en julio de 1974, su cuento El honor perdido de Katharina Blum, que la prensa sensacionalista criticó duramente.
Desde finales de la década de 1970, el trabajo de Raimund Böll se desarrolló en una escuela de escultura en Hochwald, en el cantón suizo de Solothurn, y entre otros, el artista plástico Alex Zwalen fue su alumno y donde el escultor Tobias Mattern, entre 1979 y 1981, fue entrenado en la talla de piedra.
Raimund Böll estaba casado con la artista Lila Mookerjee. Murió a la edad de 35 años como consecuencia de un cáncer.

## Obras
Entre las obras  más conocidas de Raimund Böll se incluyen las siguientes:
- máquina de ejecución- Hinrichtungsmaschine; escultura de bronce  1969[3]

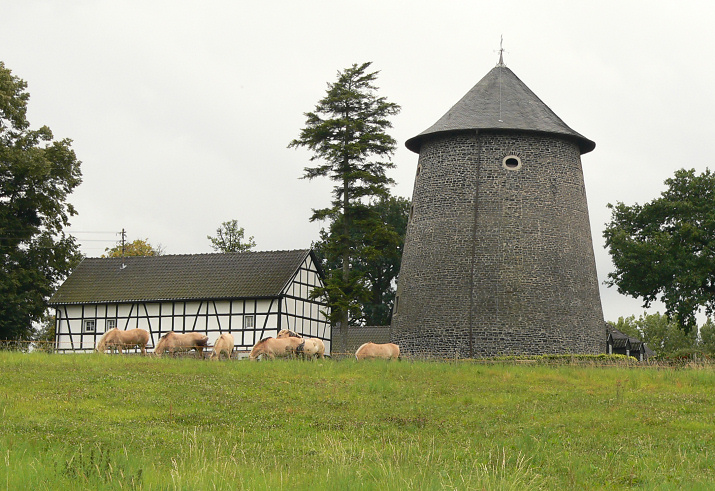
La Torre de Villip, donde Raimund Böll expuso en 1969

## Exposiciones (selección)
- Doble exposición con fotografías de Lila Mookerjee: esculturas de metal (incluyendo la escultura de bronce máquina de ejecución ) en la Galería de la Torre en Villip de 1969[3]·[9]
- Exposiciones individuales de escultura, objetos y dibujos, fotografías y trabajo aplicado[10][11] en:

- Ortsmuseum Trotte en Arlesheim, Suiza, del 16 de enero de 1998 al 8 de enero de 1998
- Kunst Forum en Bonn, del 20 de febrero de 1998 al 3 de abril de 1998